# Renesse
Renesse est un village appartenant à la commune néerlandaise de Schouwen-Duiveland, situé dans la province de la Zélande. Le 2 janvier 2008, le village comptait 1 583 habitants.
Renesse est une station balnéaire très fréquentée.

## Histoire
Renesse est mentionnée pour la première fois en 1244 sous le nom de « Riethnesse ». Il est dérivé de riet (roseau en français) et neus (nez en français), qui signifie promontoire.
In 1229, Floris V, Comte de Hollande, fit don de cette terre à Costijn van Zierikzee qui éleva le château près du village.
Les seigneurs de Renesse étaient autrefois une famille influente en Zélande. Au XIIIe siècle, le château de Moermond a été construit à Renesse. L'un de ses résidents les plus célèbres était Jan van Renesse. L'apparence du bâtiment actuel est issue de la campagne de restauration réalisée en 1955.
Renesse est une station balnéaire depuis le début du XXe siècle. En 1915, le village s'est doté d'une station de tramway, qui a disparu après la catastrophe des inondations de 1953. Renesse compte 26 monuments nationaux.
Renesse est un village ayant une structure ronde (de type (kerk)ringdorp en néerlandais) centrée sur l'église Saint-Jacques (Jacobuskerk), un édifice gothique dont la tour date d'avant 1458. La nef date du XVIe siècle. La tour abrite une cloche de Pieter van Dormen. A l'intérieur se trouve un orgue de la société Oberling datant de 1882, qui est entré en possession de cette église en 1938. Il y a de nombreux cafés et restaurants autour de l'église.
Fin 1944, dix membres de la Résistance néerlandaise volèrent et détruisirent le registre des résidents de Renesse. Les membres du groupe devaient être récupérés par un patrouilleur anglais, mais furent arrêtés sur la plage. Les dix hommes furent pendus en public. Les villageois et leurs familles furent contraints d'assister à la pendaison.
Renesse était une commune indépendante jusqu'au 1er janvier 1961. À cette date, la commune fusionna avec Burgh, Haamstede, Noordwelle et Serooskerke pour former la nouvelle commune de Westerschouwen.

## Héraldique
Blasonnement : De gueules billeté d'or, un lion d'or guardant, armé et lampassé d'azur.

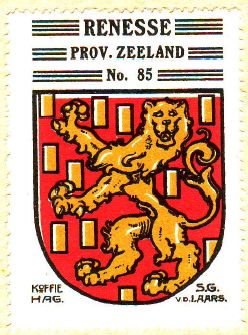
Un timbre émis au blason de la ville.